# Ткачук Андрій Миколайович
Андрі́й Микола́йович Ткачу́к (нар. 18 листопада 1987, Житомир) — український футболіст, опорний півзахисник.

## Біографія
Вихованець житомирського «Полісся», перший тренер — Сергій Завалко. 23 листопада 2004 року дебютував у складі «Полісся» (Житомир) у виїзній грі проти хмельницького «Поділля» в першій лізі.
Під час зимової перерви в сезоні 2004/05 перейшов до львівських «Карпат». 2006 року допоміг «левам» здобути друге місце в першій лізі і вийти до еліти. У Вищій лізі України дебютував 29 квітня 2007 року в матчі «Дніпро» — «Карпати» (2:2). З 2008 року став основним гравцем півзахисту львів'ян.
28 лютого 2013 року разом з одноклубником Ярославом Мартинюком перейшов на правах оренди до кінця сезону в київський «Арсенал». Дебютував за «канонірів» 10 березня 2013 року у грі проти харківського «Металіста». Всього до кінця сезону зіграв у семи матчах чемпіонату (1 гол) та в одному матчі національного кубка (1 гол).
Влітку 2013 року, незважаючи на те, що був виставлений на трансфер «Карпатами», йому вдалося домовитися з керівництвом львів'ян і залишитися в клубі. Під час зимової перерви сезону 2013/2014 у гравця знову стався конфлікт із керівництвом «Карпат». Футболістові заборонили тренуватись з командою, припинили виплату заробітної плати. Андрій пропонував розірвати контракт, але клуб не пішов йому на зустріч.
В середині квітня 2014 року отримав статус вільного агента, розірвавши контракт з «Карпатами» за обопільною згодою сторін, і в липні підписав дворічний контракт з полтавською «Ворсклою». Ставши на початках стабільним гравцем основи, в подальшому Ткачук проводив на полі все менше часу, втративши довіру тренера полтавців Василя Сачка.
Врешті, провівши в першій половині сезону 2017/18 всього чотири матчі, Ткачук отримав статус вільного агента і в січні 2018 року перейшов у клуб з Казахстану «Акжайик». Першу половину 2019 року гравець провів у складі команди «Атирау».
25 липня 2019 року підписав контракт з одеським «Чорноморцем». 26 листопада 2019 року покинув одеський клуб.
27 березня 2023 року став гравцем харківського «Металіста 1925» до кінця сезону 2022/23.